# 야타가와촌
야타가와촌(谷田川村)은 후쿠시마현 다무라군에 일찍이 존재했던 촌이다. 현재의 고리야마시에 해당한다.

## 지리
- 현재 고리야마시의 남동부에 위치한다.
- 마을 지역인 아부쿠마 고원에 위치하고 있으며, 산이 많은 지형이다.

## 역사
- 1889년 4월 1일 - 정촌제 시행에 의해 8촌이 합병해 다무라군 니세촌이 성립하였다.
- 1893년 2월 3일 - 니세촌의 일부가 분립해 야타가와촌이 성립하였다.

## 오아자
- 시모미치와타리(下道渡)
- 가미미치와타리(上道渡)
- 야타가와(谷田川)

## 인구
| 1907년 | 1,391 |
| 1920년 | 1,347 |
| 1935년 | 1,914 |

## 교통

### 철도
- 일본국유철도 ( →동일본 여객철도)
  - 스이군 선

### 도로
- 1급 국도
  - 국도 115호선 (국도 49호선)

## 참고문헌
- 角川日本地名大辞典編纂委員会『角川日本地名大辞典 7 福島県』、角川書店、1981年 ISBN 4040010701
- 日本加除出版株式会社編集部『全国市町村名変遷総覧』、日本加除出版、2006年 ISBN 4817813180